# Bahate (rejon nowomoskowski)
Bahate (ukr. Багате) – wieś na Ukrainie, w obwodzie dniepropetrowskim, w rejonie nowomoskowskim, w hromadzie Pereszczepyne. W 2001 liczyła 662 mieszkańców, spośród których 623 wskazało jako ojczysty język ukraiński, a 39 rosyjski.